# Kristen Vermilyea
Kristen Vermilyea (* 15. März 1969 in Melrose, Massachusetts) ist eine US-amerikanische Schauspielerin.

## Leben
Kristen Vermilyea lebt seit 2008 in Zürich. Bekannt wurde sie vor allem durch den Fernseh-Dokumentarfilm Beyond Boobs (deutscher Titel: Lässig und lästig – Meine Brüste und ich), in dem sie über ihre Brustverkleinerung berichtet.
Davor spielte sie einige Nebenrollen.

## Filmografie (Auswahl)
- 2001: Celebration (Kurzfilm)
- 2005: Straight Forward
- 2018: Lässig und lästig – Meine Brüste und ich[2]